# Hermann Grabner
Hermann Grabner (ur. 12 maja 1886 w Grazu, zm. 3 lipca 1969 w Bolzano) – austriacki kompozytor i teoretyk muzyki.

## Życiorys
Ukończył studia prawnicze na Uniwersytecie w Grazu (1909), następnie uczył się w konserwatorium w Lipsku u Maxa Regera i Hansa Sitta. W 1913 roku został wykładowcą konserwatorium w Strasburgu. W czasie I wojny światowej walczył na froncie, po jej zakończeniu osiedlił się w Heidelbergu. Od 1924 do 1938 roku wykładał w konserwatorium w Lipsku. W latach 1938–1945 był wykładowcą Hochschule für Musik w Berlinie. 
Skomponował m.in. operę Die Richterin (wyst. Barmen 1930), Perkeo Suite i Burgmusik na orkiestrę dętą, Koncert na 3 skrzypiec i orkiestrę, utwory organowe, pieśni. W jego twórczości widoczny jest wpływ muzyki Maxa Regera. Jako teoretyk muzyki w swojej pracy naukowej zajmował się problemami harmoniki funkcyjnej i sztuką komponowania, nawiązując do teorii Hugo Riemanna. Jego uczniami byli m.in. Hugo Distler, Wolfgang Fortner, Miklós Rózsa i Knudåge Riisager.

## Ważniejsze prace
(na podstawie materiałów źródłowych)
- Die Funktionstheorie Hugo Riemanns und ihre Bedeutung für die praktische Analyse (Monachium 1923)
- Allgemeine Musiklehre (Stuttgart 1924, 5. wyd. 1949)
- Lehrbuch der musikalischen Analyse (Lipsk 1925)
- Der lineare Satz: Ein Lehrbuch des Kontrapunktes (Stuttgart 1930, wyd. zrewid. 1950)
- Handbuch der Harmonielehre (Berlin 1944)